# 임계면
임계면(臨溪面)은 대한민국 강원특별자치도 정선군의 면이다. 면적은 140.94 km2, 인구는 2015년 12월 말 주민등록 기준으로 3,667명이다.

## 개요
임계면은 정선군청 소재지에서 북동쪽으로 36 km 거리에 위치하고 있으며, 면적이 244km2로 군내 9개 읍면 중 가장 넓은 면적을 차지하고 있는 지역이다. 또한 국도 제35호선과 국도 제42호선이 교차하는 지역으로 북쪽으로는 강릉시, 동쪽으로는 동해시와 삼척시, 남쪽으로는 태백시와 연결되는 교통의 요충지이다. 해발 1,130m의 괘병산과 1,055m의 석병산, 1,354m의 고적대 등의 산이 있다. 정선군 농산물 생산량의 26%를 차지하고 있는 전형적인 농촌지역으로 비옥한 농토에서 질 좋은 농산물인 고랭지 채소와 감자 등을 주로 생산하고 있다.
명승지로는 천연기념물 제440호인 백복령 카르스트 지형과 국가지정 민속자료인 외재 이단하 부부의 옷과 이를 보관하는 있는 강원도지정 지방기념물인 《이종후 가옥》과 장찬성(송계산성)과 구미정 등 다양한 관광자원을 갖추고 있는 고장이다.

## 연혁
- 신라 경덕왕 : 9주로 명주군에 속함
- 1018년 : 강릉군에 속함
- 1906년 9월 24일 (대한제국 고종 광무 10년) : 행정구역 개편으로 강릉군에서 정선군으로 편입
- 1973년 7월 1일 : 삼척군 하장면 가목리와 도전리를 편입함[2]
- 1989년 1월 1일 : 임계면 봉정리를 북면(현재 여량면)으로 이관
- 2009년 11월 1일 : 골지리(骨只里)가 문래리(文來里)로 명칭 변경[3]

## 행정 구역
- 가목리(柯木里)
- 도전리(道田里)
- 직원리(稷院里)
- 임계리(臨溪里)
- 송계리(松溪里)
- 봉산리(蓬山里)
- 낙천리(樂川里)
- 용산리(龍山里)
- 문래리(文來里)
- 덕암리(德岩里)
- 고양리(高陽里)
- 반천리(盤川里)

## 교육
- 임계초등학교 (송계리)
  - 반천분교 - 반천리 188-3
  - 월탄분교 - 달탄2길 2-35 (용산리)
  - 소란분교 - 반천고양로 12 (송계리)
  - 화성분교 - 화천동길 47-9 (임계리)
  - 월루분교 - 월루안길 33 (반천리)
  - 도전분교 - 눈꽃마을길 178-4 (도전리)
  - 문래분교 - 백두대간로 323 (문래리)
  - 군대분교 - 눈꽃마을길 826 (가목리)
- 임계중학교 (봉산리)
- 임계고등학교 (봉산리)